# Knüppelung
Die Knüppelung der Hunde, gelegentlich auch als Knüttelung oder Bengeln bezeichnet, war eine zwischen dem 15. und 19. Jahrhundert in verschiedenen deutschsprachigen Ländern gesetzlich vorgeschriebene Maßnahme zum Schutz des Wildes vor streunenden Hunden. Freilaufenden Hunden musste ein der Größe des Hundes angepasster Knüppel umgehängt sein, der sie bei der Verfolgung von Tieren behinderte. Die Ausmaße des Knüppels waren meist gesetzlich vorgeschrieben und wurden unter anderem in Preußen streng kontrolliert. Nicht angeleinte Hunde, die in der Öffentlichkeit ohne Knüppel angetroffen wurden, konnten oder mussten von Jagdaufsehern oder Behörden getötet werden. Der Knüppel war ein längerer Stock, der dem Hund um den Hals quer vor die Vorderläufe gehängt wurde.